# Detailresult Groep
Detailresult Groep N.V. er en nederlandsk dagligvarekoncern med supermarkedskæderne DekaMarkt, DekaTuin og Dirk. Virksomheden blev etableret i 2008 ved en fusion mellem DekaMarkt og Dirk.